# Barnens lexikon
Barnens lexikon var en serie uppslagsböcker för barn i olika åldrar. De gavs ut 1981, efter en idé av Sven Lidman för att möta barns nyfikenhet på omvärlden. Orden stod i bokstavsordning längst upp, och de med ruta hänvisade till en längre artikel nedan, med bild. Bilderna illustrerades av Tord Nygren. I inledningen beskrivs även olika sätt att använda boken för barn i olika åldrar, till exempel hur äldre barn själva kunde slå upp och läsa vilka ord de ville, medan yngre fick lyssna medan deras föräldrar läste.
Totalt fanns cirka 2 500 uppslagsord, av vilka över 1 100 hade egen bild, eller eget bilduppslag. De olika banden slogs senare samman till en enda bok.
En senare upplaga publicerades 2003 under titeln Barnens A till Ö.

### Fotnoter
1. ↑  ”Barnens lexikon” (på engelska). Worldcat. 14 mars 1981. http://www.worldcat.org/title/barnens-lexikon-minimedia/oclc/185749149&referer=brief_results. Läst 17 januari 2015.
2. ↑   (på engelska) Barnens A till Ö : första uppslagsboken | WorldCat.org. OCLC 186070962. https://www.worldcat.org/title/186070962. Läst 14 maj 2023
3. ↑  ”Barnens A till Ö (Inbunden 2003) Sven Lidman (bokrecension)”. Bokrecensioner. https://www.bokrecension.se/9163840863. Läst 14 maj 2023.